# Hirmentaz
Hirmentaz (prononcé irminte) est une montagne culminant à 1 607 mètres d'altitude dans le massif du Chablais, sur les communes françaises de Bellevaux, Habère-Poche, Habère-Lullin, et Mégevette. Elle est coiffée d'un alpage.
Deux stations de sports d'hiver sont installées sur ses versants, une sur la commune de Bellevaux dénommée également Hirmentaz et une autre sur les communes d'Habère-Poche et d'Habère-Lullin, le domaine des Habères. Ces deux stations sont reliées entre elles et possèdent un forfait commun.

## Toponymie
Hirmentaz est un toponyme dérivé du latin tardif eremus (emprunté au grec erēmos, « friche, désert ») qui a donné ensuite herm, erm en ancien français, arpitan et occitan pour désigner un terrain désert, inculte ou en friche. Les anciennes mentions du lieu apparaissent sous les formes Hermente, Hérémentaz, Irminte.

## Géographie

### Topographie
Culminant à 1 607 mètres d'altitude et orientée nord-sud, la montagne d'Hirmentaz est séparée au sud de la pointe de Miribel par le col du Creux et s'ouvre au nord sur la vallée du Brevon.

## Tourisme

### Sports d'hiver
Les stations de Bellevaux-Hirmentaz et des Habères, réliées entre elles par télésiège, disposent d'un forfait commun Tout-Hirmentaz et totalisent :
- 25 remontées mécaniques dont 6 télésièges et 19 téléskis ;
- 50 km de pistes dont 3 noires, 6 rouges, 8 bleues et 6 vertes.

#### Station de Bellevaux-Hirmentaz
En 1963, sous l'impulsion du maire de Bellevaux de l'époque, Armand Félisaz, 37 habitants de la commune (artisans et cultivateur) unissent leurs efforts et leurs économies (chacun apportait 50 000 F de l'époque) pour fonder la SESAT (société d'équipement sportif et d'aménagement du téleski). Ils choisissent l'alpage d'Hirmentaz pour la facilité de son accessibilité.
Pour l'installation du premier téléski, celui de La Plagne, les associés assurent eux-mêmes le travail de génie civil. Toutefois, la neige n'est pas au rendez-vous et l'inauguration se fait sur l'herbe. Durant 10 ans, environ un téléski par an est inauguré. Dans les années 1970, il était question d'une liaison par télésiège (2 800 m) entre le chef-lieu et Hirmentaz. Mais le projet n'a jamais vu le jour.
En 2000, un lac artificiel est aménagé pour le stockage d'eau des canons à neige. En début d'hiver 2008, l'ancien télésiège installé en 1977, est donné au Kirghizistan. Il est remplacé par un nouveau télésiège plus rapide. En 2014, la capacité d'accueil de la station, estimée par l'organisme Savoie Mont Blanc, est de 4 762 lits touristiques répartis dans 816 établissements. Les hébergements se répartissent comme suit : 285 meublés, trois hôtels, une structure d'hôtellerie de plein air, sept centres ou villages de vacances/auberges de jeunesse, trois gîtes ou gîtes d'étape et deux chambres d'hôtes.

#### Station des Habères

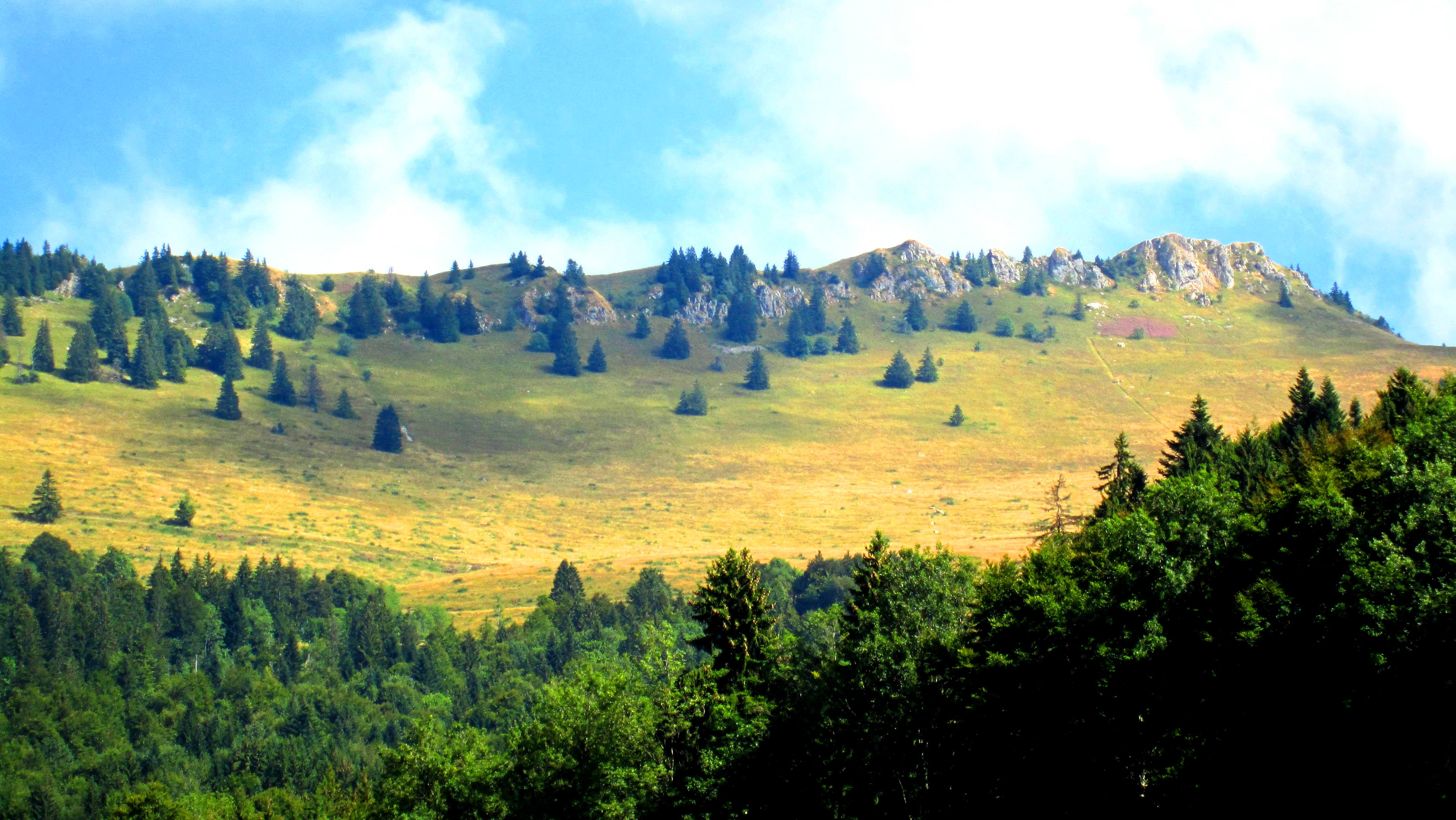
Les crêtes du versant ouest d'Hirmentaz

Les Habères, second domaine skiable du massif, situé sur le flanc ouest de la montagne d'Hirmentaz, est commun à Habère-Lullin et Habère-Poche.